# Biosfera
Biosfera (iz strogrčkog βίος, bíos = život i σφαίρα, sfaira = lopta) označava prostor ili područje na nebeskom tijelu u kojem se nalaze živi organizmi.
Sastoji se od gornjeg dijela (litosfera), područja vode (hidrosfera) i sloja zraka (atmosfera).
Koliko je do sada poznato, Zemlja je jedino mjesto na kojem postoji život. Životni oblici čine biosferu planeta. Smatra se da je razvoj biosfere na Zemlji započeo prije otprilike 3,5 milijarda godina. Životne zajednice (biomi) nastanjuju gotovo cijelu površinu Zemlje, od vrlo rijetko nastanjenih arktičkih i antarktičkih područja, do gusto naseljenih područja oko ekvatora.
Razvitak živih organizama na zemlji posljedica je evolucije. Na raspoređivanje organizama najviše utječu čimbenici kao što su zemljopisna širina, nadmorska visina i dostupnosti vode kao osnovne tvari koje omogućuju život. 
Znanost koja se bavi širenjem organizama na površini zemlje zove se biogeografija.
Zahvaljujući zemljinoj atmosferi i vodi u tekućem stanju moguće je postojanje biosfere, koja sadrži tvari bitne za život. 
Svi ekosustavi Zemlje čine funkcionalnu cjelinu nazvanu biosfera (sfera života). Jedinstvo žive i nežive prirode ne ograničava se na ekosustave, nego se proteže i na čitavu planetu Zemlju. Biosferu sačinjavaju dijelovi ostalih Zemljinih sfera koje su naseljene živim bićima:
- atmosfera, sloj plinova koji čini perifernu oblogu naše planete;

- hidrosfera, vodeni omotač Zemlje i

- litosfera, površinski, tvrdi pokrivač Zemlje

U biosferi se objedinjuju svi stupnjevi organizacije živog svijeta tako da biosfera predstavlja vrhunski biološki sustav. Odlikuje se posebnom strukturom, koja se ogleda u određenom prostornom rasporedu ekosustava:
- vodoravnom i
- okomitom.

Vodoravni raspored ekosustava određen je, prije svega, klimatskim uvjetima. Idući od ekvatora ka polovima, može se uočiti izvjesna pravilnost u rasporedu različitih ekosustava na obje Zemljine polulopte. Okomiti raspored ekosustava na kopnu u skladu je s vodoravnim rasporedom ekosustava od ekvatora ka polovima. Od podnožja do planinskih vrhova temperatura opada i mijenja se klima, pa se u skladu s tim smjenjuju i ekosustavi. Tako se bjelogorične i crnogorčne šume smjenjuju livadama i pašnjacima, a planinske tundre i zona vječnog leda nalaze se na vrhovima planina.